# روجر جيبون
روجر جيبون (بالإنجليزية: Roger Gibbon) (و. 1944  م) هو راكب دراجة هوائية ترنيدادي، شارك في الألعاب الأولمبية الصيفية 1968، والألعاب الأولمبية الصيفية 1964.

## روابط خارجية
- روجر جيبون على موقع أرشيف الدراجات (الإنجليزية)
- روجر جيبون على موقع أوليمبيديا (الإنجليزية)
- روجر جيبون على موقع اتحاد ألعاب الكومنولث (مؤرشف) (الإنجليزية)